# Batalla naval de Cagliari
La Batalla naval de Cagliari fue uno de los episodios de la conquista de Cerdeña por Jaime II de Aragón.

## Antecedentes
Hugo II de Arborea, que reclamaba un tercio del Juzgado de Cagliari, que los pisanos no estaban dispuestos a ceder, y pasó a la acción, venciendo a los pisanos en la batalla de San Gavino, que se replegaron a Iglesias y Castel di Castro, y pidió ayuda a la Corona de Aragón para consolidar la posición. Las flotas de Valencia y Cataluña se concentran en Puerto Barroso. Guerau de Rocabertí y Desfar y Dalmau VII de Rocabertí adelantaron al grueso de los expedicionarios, tomando Cuarto y acosando el Castel di Castro.
El 1 de junio de 1323, el infante Alfonso zarpó hacia Cerdeña haciendo escala en Mahón, donde se une la expedición de la Corona de Mallorca capitaneada por Huguet de Totzó. El 12 de junio llegan a Cerdeña, y el 14, atracan en el Golfo de Palma di Sulci, al sur de la isla, donde un grupo de nobles y señores sardos le prestan juramento de fidelidad al infante Alfonso.
Acosado el castillo de Cagliari por Dalmau VII de Rocabertí, la flota de Francesc Carròs y de Cruïlles, con tropas de Ramon de Peralta y Bernat I de Cabrera costeó la isla, tomando algunas posiciones, mientras el grueso de las fuerzas aragonesas se dirigieron a Iglesias, que estaba siendo acosada por Hugo II de Arborea. Después de dos fracasados asaltos el 6 y el 20 de julio, el calor, la humedad, y la malaria pronto diezmaron ambas partes, por lo que las víctimas fueron cerca de 12 000, y finalmente la ciudad se rindió el 7 de febrero de 1324. la guarnición se rindió con honores y marchó a la defensa de Cagliari.
Una flota pisana comandada por Manfredi della Gherardesca con 32 naves, que pretendía levantar el asedio de Cagliari, a pesar de encontrar la flota enemiga, no se enfrentó porque la flota comandada por el almirante Francesc Carròs y de Cruïlles era más numerosa y los catalanes ya estaban en tierra. el 29 de febrero el infante Alfonso por tierra y el almirante Francesc Carròs y de Cruïlles por mar, derrotan a los pisanos en la batalla de Lucocisterma, aunque Manfredi della Gherardesca y 500 hombres conseguían llegar al castillo, mientras el resto de los pisanos se dispersaba, y la flota era capturada por los sitiadores.
El 19 de junio, se firma la capitulación, según la cual Pisa cede a Jaime II todos los derechos sobre Cerdeña entregando el Castel di Castro y las villas cercanas de Villanova y Stampace.
La firma de la paz no llevó a la pacificación de la isla, y el 1325 los Doria se sublevaron en Sassari apoyados por la República de Génova, y Pisa fue forzada a reiniciar la guerra por los ataques de la flota de refuerzo del vicealmirante Bernat Sespujades, y de Francesc Carròs desde Bonaria a las naves que enviaba a su ciudad, y en noviembre de 1325 un ejército de pisanos y genoveses fue preparada en Savona al mando de Gaspar Doria.

## La batalla
El 29 de diciembre, la flota de Francesc Carròs y de Cruïlles derrotó la flota de socorro de 24 galeras de Gaspar Doria, que inició el ataque con cinco galeras genovesas y dos pisanas la nave de Carròs, mientras el resto de la flota se quedaba en la retaguardia.
Al llegar a la altura de la nave de Carròs, este atacó y cogiendo desprevenida la vanguardia capturó cinco galeras genovesas y tres pisanas, mientras el resto de las galeras atacantes huía y Doria escapaba nadando,

## Consecuencias
Con la derrota de pisanos y genoveses en la batalla naval de Cagliari, el aplastamiento de la revuelta de los Doria en Sassari, y la derrota de los pisanos en la batalla de Stampace, los pisanos tuvieron que ceder la última ciudad que conservaban en 1326, poco después de que la flota de Bernat Sespujades consiguiera hacer que una flota genovesa que los acosan se refugiara en el puerto de Tolón.
La población local de Cagliari fue sustituida por catalanes, pero la inseguridad y los ataques de los Doria hicieron que la ciudad terminara prácticamente deshabitada en 1333.
Los genoveses no aceptaron la paz y en 1330 estalló la guerra entre la Corona de Aragón y Génova, en la que Guillem de Cervelló y de Banyeres comandó un ejército que atacó en 1331 Mónaco y Mentone, y sitió Savona y la propia Génova, para retirarse después en Cerdeña.